# كودي روس
كودي روس (بالإنجليزية: Cody Ross) هو لاعب كرة قاعدة أمريكي، ولد في 23 ديسمبر 1980 في بورتاليس في الولايات المتحدة.

## وصلات خارجية
- كودي روس على موقع دوري كرة القاعدة الرئيسي (الإنجليزية)
- كودي روس على موقعبيزبول رفرنس.كوم (الدوري الرئيسي) (الإنجليزية)
- كودي روس على موقعبيزبول رفرنس.كوم (الدوري الثانوي) (الإنجليزية)
- كودي روس على موقع إي إس بي إن.كوم (أم.أل.بي) (الإنجليزية)
- كودي روس على موقع مشجعي الرسوم البيانية (الإنجليزية)